# Miltitz (Klipphausen)

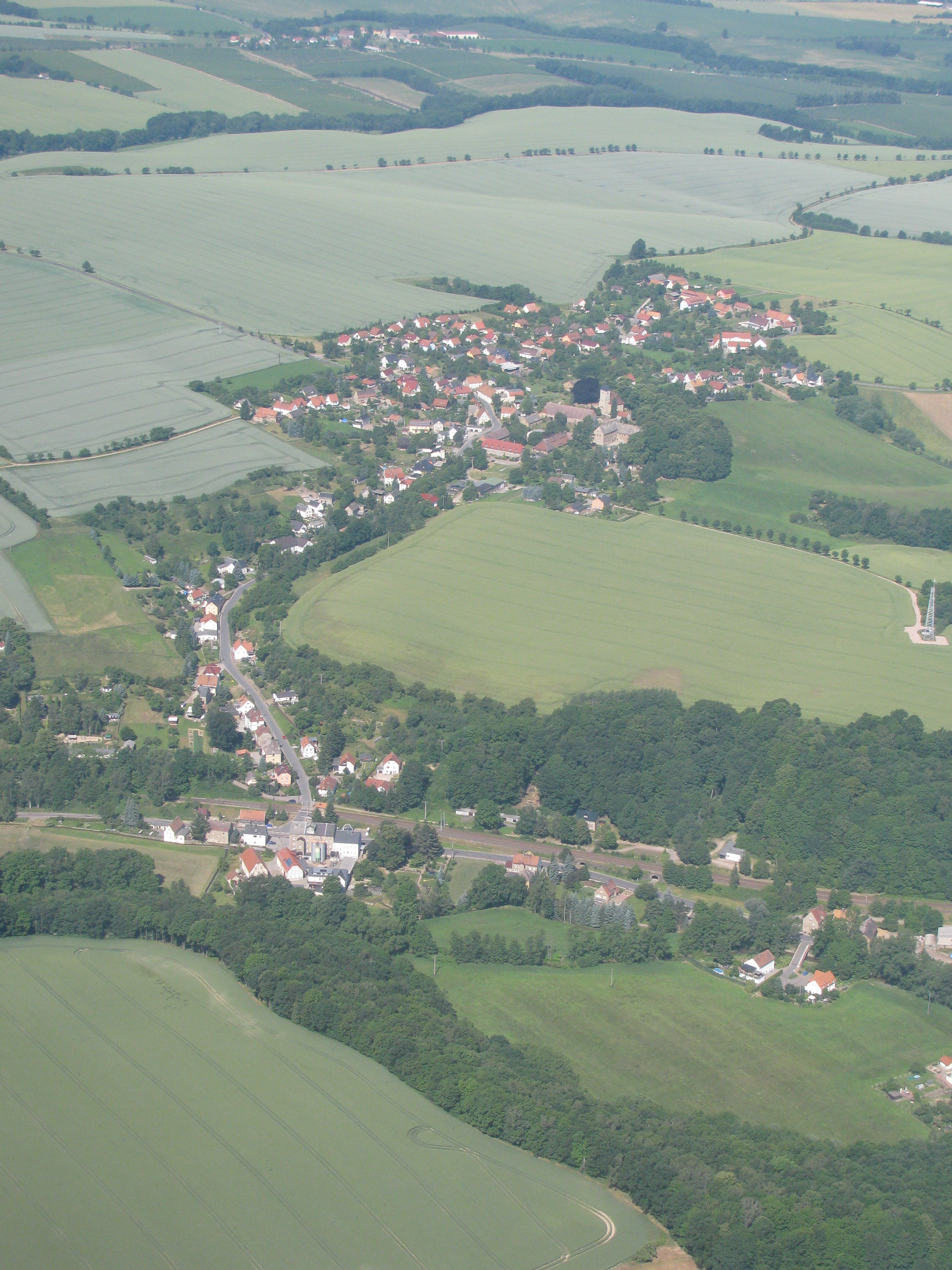
Miltitz aus der Vogelperspektive

Miltitz ist ein Ortsteil der Gemeinde Klipphausen im Landkreis Meißen, Sachsen.

## Geographie

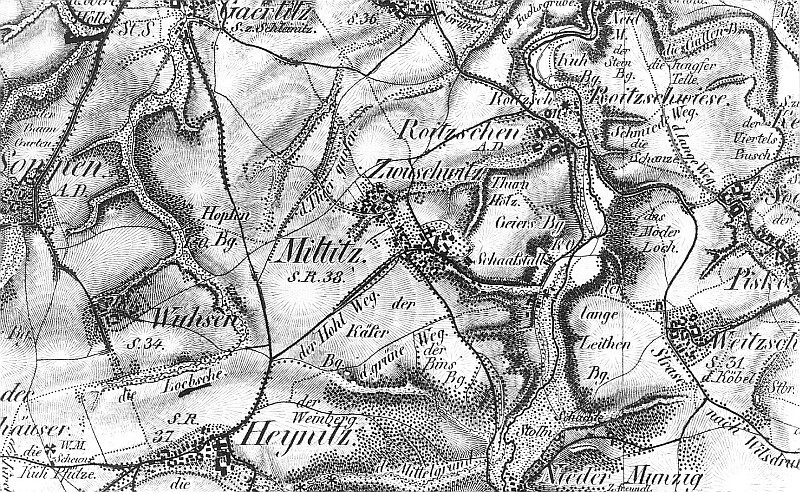
Miltitz und seine Nachbarorte auf einer Karte aus dem 19. Jahrhundert

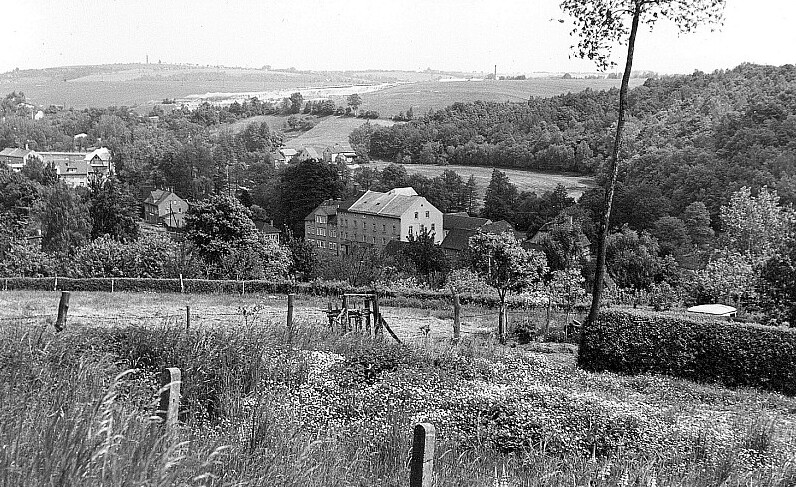
Triebischtal mit Miltitzer Mühle

Miltitz liegt im Meißner Hochland zwischen Nossen und Meißen. Das Dorf ist umgeben von den anderen zu Klipphausen gehörenden Ortsteilen Roitzschen im Norden, Sönitz im Nordosten, Weitzschen im Osten und Munzig im Süden. Mit Miltitz zusammengewachsen ist das zum Ortsteil gehörende Zwuschwitz. Nordwestlich des Ortsteils befindet sich der Käbschütztaler Ortsteil Krögis, südwestlich der Nossener Ortsteil Heynitz. Das Gassengruppendorf befindet sich größtenteils auf der Hochebene oberhalb der Triebisch. Die Bebauung reicht jedoch bis in deren Tal. Außerhalb des Dorfkerns herrscht ein Kleinsiedlungscharakter vor. Miltitz ist jedoch durch die seit Jahrhunderten ansässigen Betriebe (Bergbau, Mühlen) weniger ländlich geprägt als seine Nachbarorte.
Der Ortskern mit seinen Vierseithöfen liegt entlang der Brauerei- und der Kirchstraße sowie an den Straßen „Am Rittergut“ und „Am Dorfberg“. Weitere benannte Straßen sind „Zum Pinzigberg“, „Lindenhöhe“, „Am Teichdamm“, Siedlerweg, Krögiser Straße und Lugaer Weg sowie die Talstraße, die als Staatsstraße 83 durch das Triebischtal verläuft. An den ÖPNV ist Miltitz über die Buslinien 413 und 418 der Verkehrsgesellschaft Meißen angebunden. Am Haltepunkt Miltitz-Roitzschen entlang der Bahnstrecke Borsdorf–Coswig im Triebischtal machten bis Dezember 2015 Regionalbahnen Station.

## Ortsgeschichte

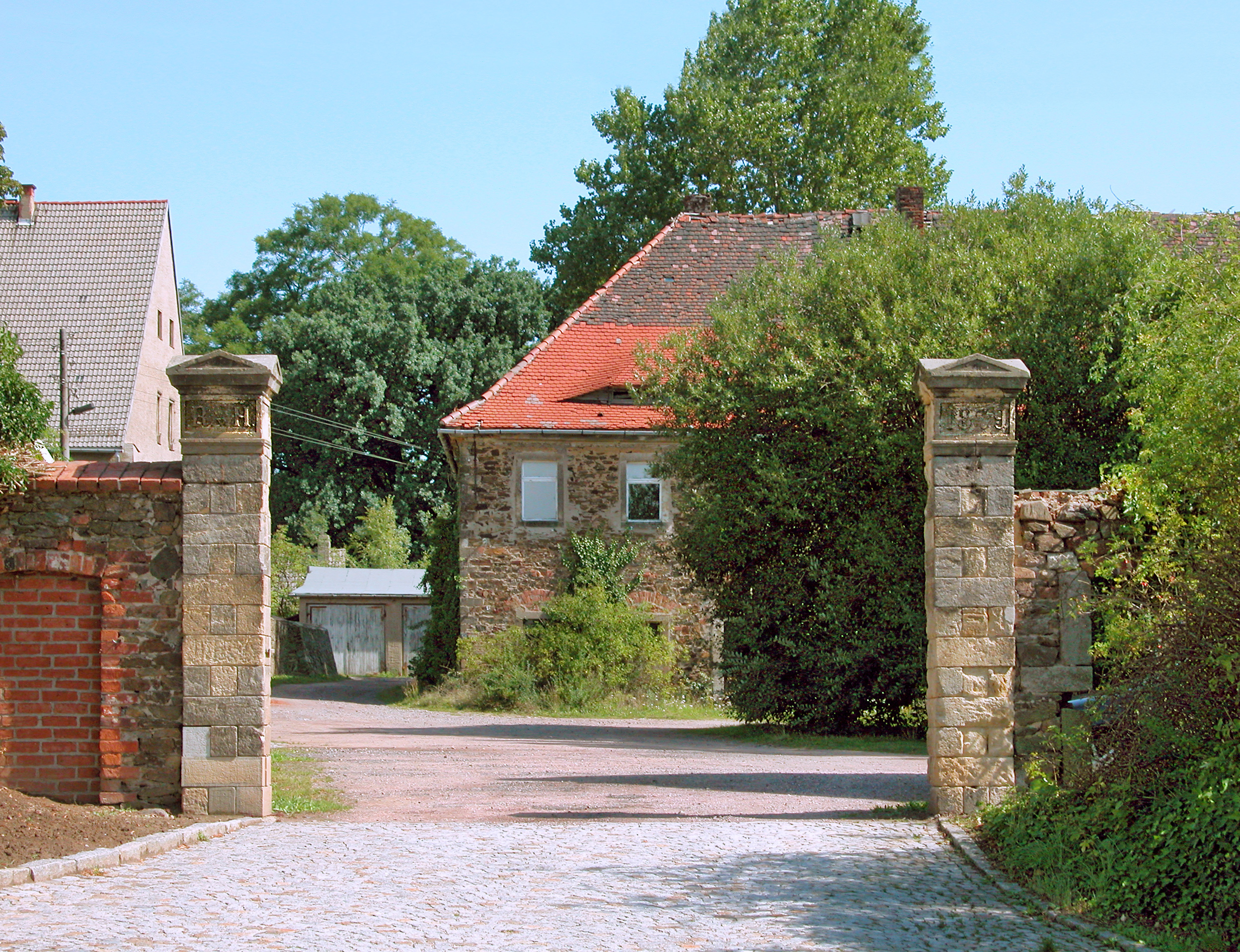
Miltitz, Hoftor zum Rittergut

Erstmals erwähnt wurde Miltitz 1186 als Bestandteil des Namens „Theodericus de Miltiz“, bei dem es sich wohl um den frühesten bekannten Vorfahren des gleichnamigen Adelsgeschlechts handelt, das aus Miltitz stammt. Der Ortsname taucht 1334 und 1466 mit der Schreibweise „Milticz“ in den Urkunden auf. Zur Unterscheidung von „Miltitz b. Kamenz“, einem heutigen Ortsteil von Nebelschütz, hieß die Landgemeinde 1875 offiziell „Miltitz b. Meißen“. Der Ortsname, ursprünglich wohl altsorbisch „Miłotici“, leitet sich vom Lokatornamen „Miłota“ ab und bedeutet „Siedlung der Leute eines Miłota“.
Um das Dorf Miltitz, dessen Bewohner sich ihr Einkommen in der Landwirtschaft verdienten, erstreckte sich eine 374 Hektar große Block- und Streifenflur mit Gutsblöcken. Die Grundherrschaft in Miltitz übten die Besitzer des örtlichen Rittergutes aus, 1696 gehörte ein Anteil zum Rittergut Robschütz. Die Verwaltung des Ortes oblag jahrhundertelang dem Erbamt Meißen. Im Jahre 1856 gehörte Miltitz zum Gerichtsamt Meißen und kam danach zur Amtshauptmannschaft Meißen, aus der der gleichnamige Landkreis hervorging. Auf Grundlage der Landgemeindeordnung von 1838 erlangte Miltitz Selbstständigkeit als Landgemeinde, zu der seit ihrer Gründung auch das nahe Zwuschwitz gehörte. Um 1900 gehörten zum Rittergut Miltitz rund 156 Hektar Land, darunter 18 Hektar Wald und ein Hektar Weinberge bei Winkwitz. Im Jahr 1953 gründete sich die LPG „August Bebel“ mit 256 Hektar Nutzfläche. Bis 1969 erweiterte sie sich durch den Anschluss der Genossenschaften „Goldene Ähre“ und „Grüner Weg“ um 130 Hektar.
Der benachbarte Ort Roitzschen kam 1935 durch Eingemeindung nach Miltitz. Mit Burkhardswalde-Munzig und Garsebach schloss sich Miltitz am 1. März 1994 zur neuen Gemeinde Triebischtal zusammen. Die ehemalige Miltitzer Grundschule an der Talstraße war Sitz der Gemeindeverwaltung Triebischtal. Durch die Eingemeindung von Triebischtal am 1. Juli 2012 ist Miltitz ein Ortsteil der Gemeinde Klipphausen.
Im Jahr 2009 war Miltitz einer der Drehorte für den Film Hunter’s Bride/Der Freischütz.

### Einwohnerentwicklung
| Jahr | Einwohner                     |
| ---- | ----------------------------- |
| 1551 | 15 besessene Mann, 4 Inwohner |
| 1764 | 19 besessene Mann, 17 Häusler |
| 1834 | 335                           |
| 1871 | 412                           |
| 1890 | 506                           |
| 1910 | 569                           |
| 1925 | 522                           |
| 1939 | 882                           |
| 1946 | 1100                          |
| 1950 | 1112                          |
| 1964 | 973                           |
| 1990 | 695                           |
| 2000 | siehe Triebischtal            |

## Kultur und Sehenswürdigkeiten
Mehrere Gebäude im Ort sind als Kulturdenkmal geschützt (siehe Kulturdenkmale in Miltitz).

### Besucherbergwerk „Kalkwerk Miltitz“

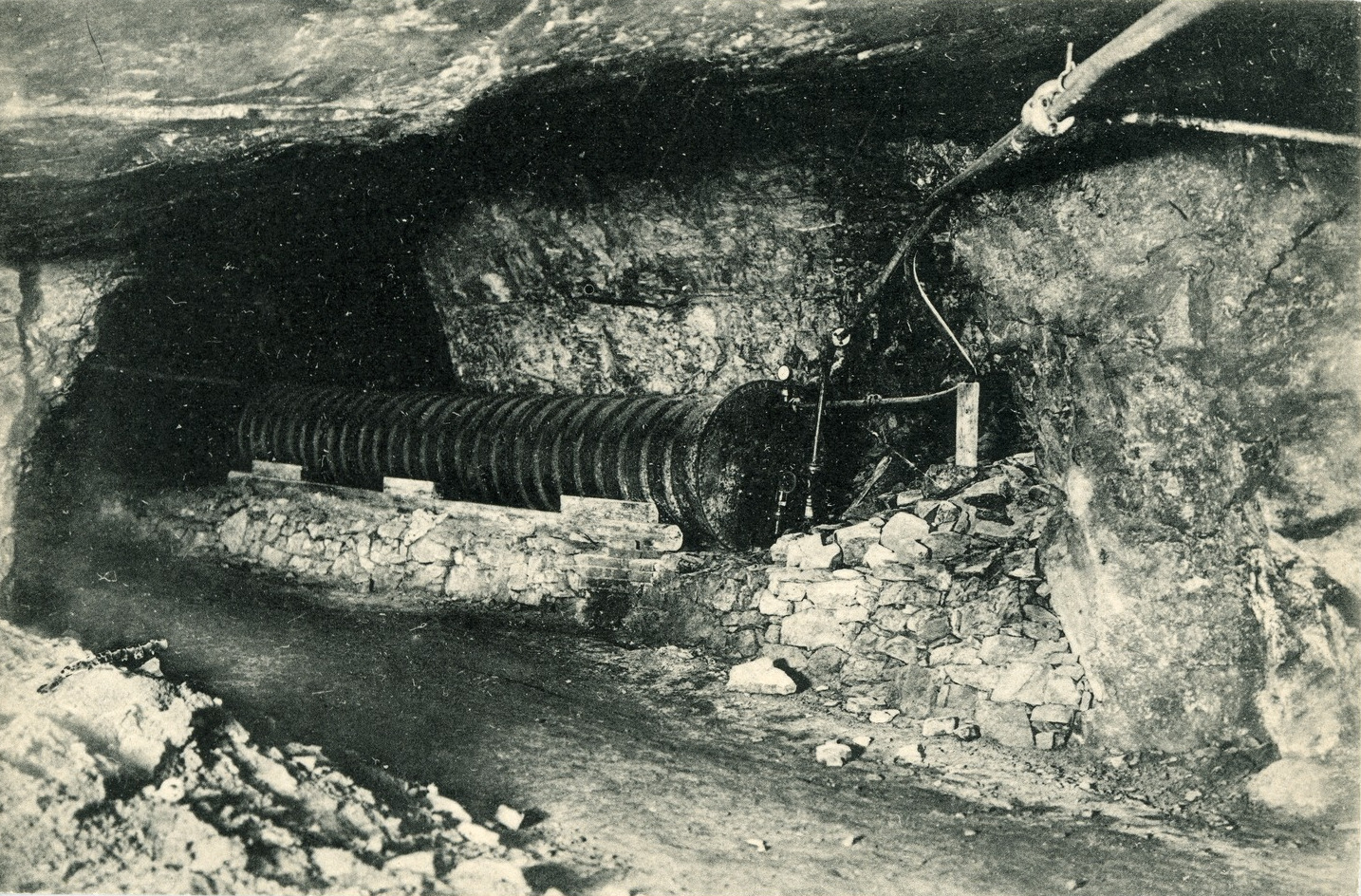
Gang im Kalkbergwerk

Miltitz liegt in einem alten Bergbaugebiet; in naher Umgebung befinden sich unter anderem die Garsebacher Schweiz als weltgrößtes Pechsteinvorkommen, das Kalkwerk Groitzsch, die Silbererzstollen bei Munzig und Weitzschen sowie das Mundloch des Rothschönberger Stolln. Vermutlich schon vor 1400 wurde in Miltitz Kalk in einem Bergwerk gewonnen. Endgültig eingestellt wurde der Abbau 1962. In der Zeit des Nationalsozialismus mussten KZ-Häftlinge in einem stillgelegten Stollen ein Benzinwerk einrichten. Ein Ehrenmal von 1946 auf dem Friedhof an der Miltitzer Dorfkirche erinnert an die 17 Häftlinge aus Polen und der Sowjetunion, die durch diese Zwangsarbeit zu Tode kamen. Seit 2000 ist das Kalkwerk Miltitz ein Besucherbergwerk.

### Dorfkirche

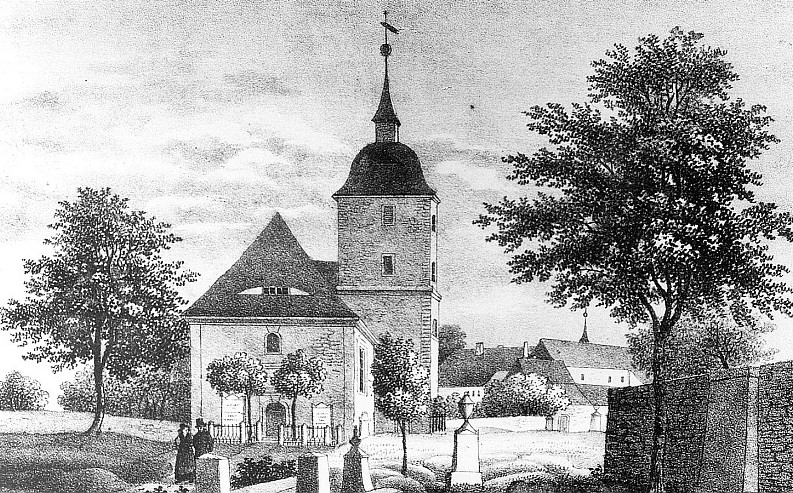
Miltitzer Dorfkirche

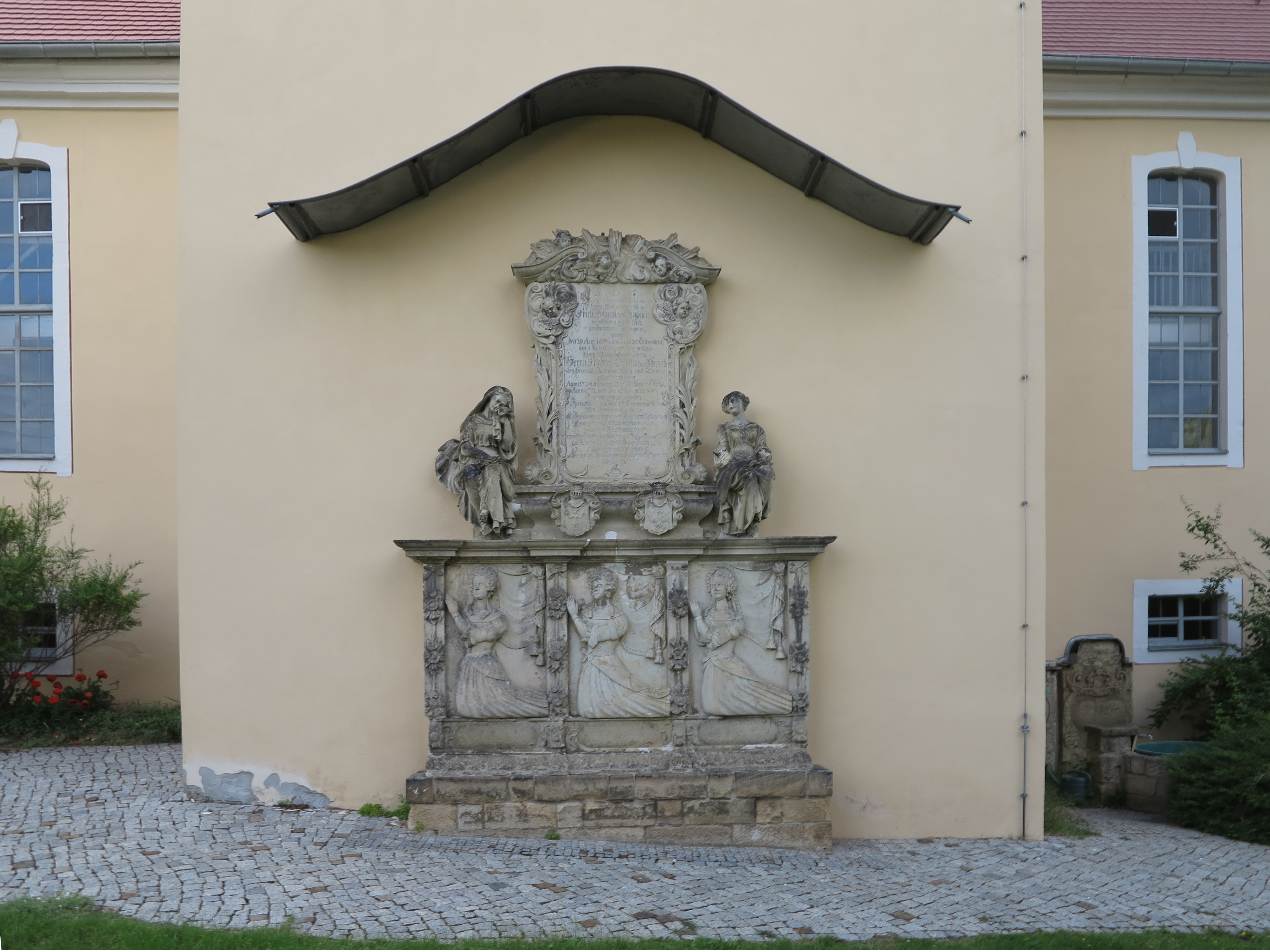
Das Denkmal am Turm der Kirche erinnert an drei „Pestschwestern“, die innerhalb kurzer Zeit starben

Erstmals erwähnt wurde eine Kirche in Miltitz im Jahr 1372. Bereits um 1500 war sie eine Pfarrkirche und ist dies als Sitz der Kirchgemeinde Miltitz-Heynitz bis heute. Eingepfarrt war bereits im 16. Jahrhundert das benachbarte Zwuschwitz. Seit 1899 gehört auch Roitzschen dazu. Seit 1934 ist die Heynitzer Kirche ihre Filialkirche.
In ihrer heutigen Form wurde sie ab 1738 als vollständiger Neubau errichtet und am 26. November 1741 geweiht. Der Altar des Vorgängergebäudes wurde in die neue Kirche integriert. Dabei handelt es sich um einen Sandsteinaltar des Meißner Bildhauers Melchior Kuntze aus dem Jahr 1622. Der Altar enthält Darstellungen des Abendmahls, der Kreuzigung, der Auferstehung und der Himmelfahrt Jesu machen die Kirche besonders Sehenswert. Doppelte Emporen mit 1968 bemalten Feldern ziehen sich durch den rechteckigen Kirchensaal. Beim Neubau entstanden außerdem eine barocke Taufe aus Holz sowie ein hoher Turm. Die fünf Grabplatten der Familie von Miltitz an der Südwand der Kirche lagen ursprünglich auf dem Friedhof, danach im Kircheninneren. Beim Bau der jetzigen Kirche erfolgte ihre Umsetzung.
Seit 1780 besitzt die Kirche eine Orgel. Im Jahr 1978 erneuert, ist sie noch immer vorhanden. Abgerissen werden musste hingegen bereits 1815 der alte Turm, der nach 75 Jahren instabil geworden war. Ein kleinerer, nahezu quadratischer Turm an der Südseite des Sakralbaus ersetzte ihn 1816, wurde jedoch trotzdem Ziel schwerer Blitzschläge, zuletzt am 6. Mai 1981. Der derzeit genutzte Taufstein aus Granit geht auf eine Stiftung aus der Zeit des Zweiten Weltkriegs zurück. Ab 1968 wurde die Kirche innen, 1979 auch außen erneuert. Gegenüber der Kirche steht die ehemalige Kirchschule von 1886 mit einem Klassenraum.

### Edelkastanienhain

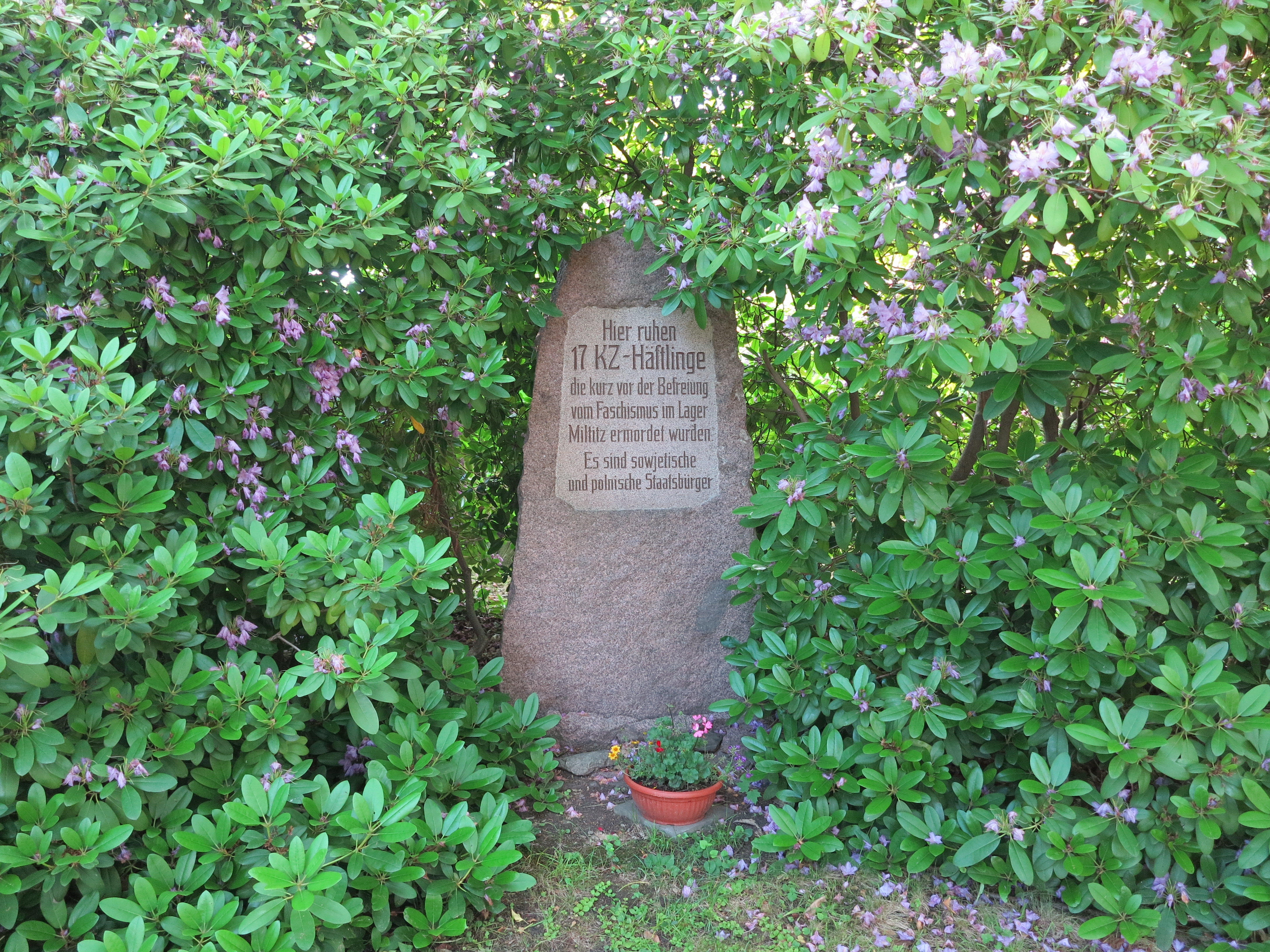
Das Denkmal für die polnischen und sowjetischen KZ-Häftlinge

Neben der Miltitzer Kirche befindet sich einer der nördlichsten Edelkastanienhaine Europas. Die im Mittelmeerraum heimischen Bäume mit ihren essbaren Früchten sind teilweise 100 Jahre alt. Der Legende nach legte der Meißner Bischof Benno von Meißen den Hain an. Tatsächlich entstand der Hain, der unter Naturschutz steht, wohl im 16. Jahrhundert. Ein Denkmal erinnert an polnische und sowjetische KZ-Häftlinge, die kurz vor Kriegsende ermordet wurden.

### Rittergut

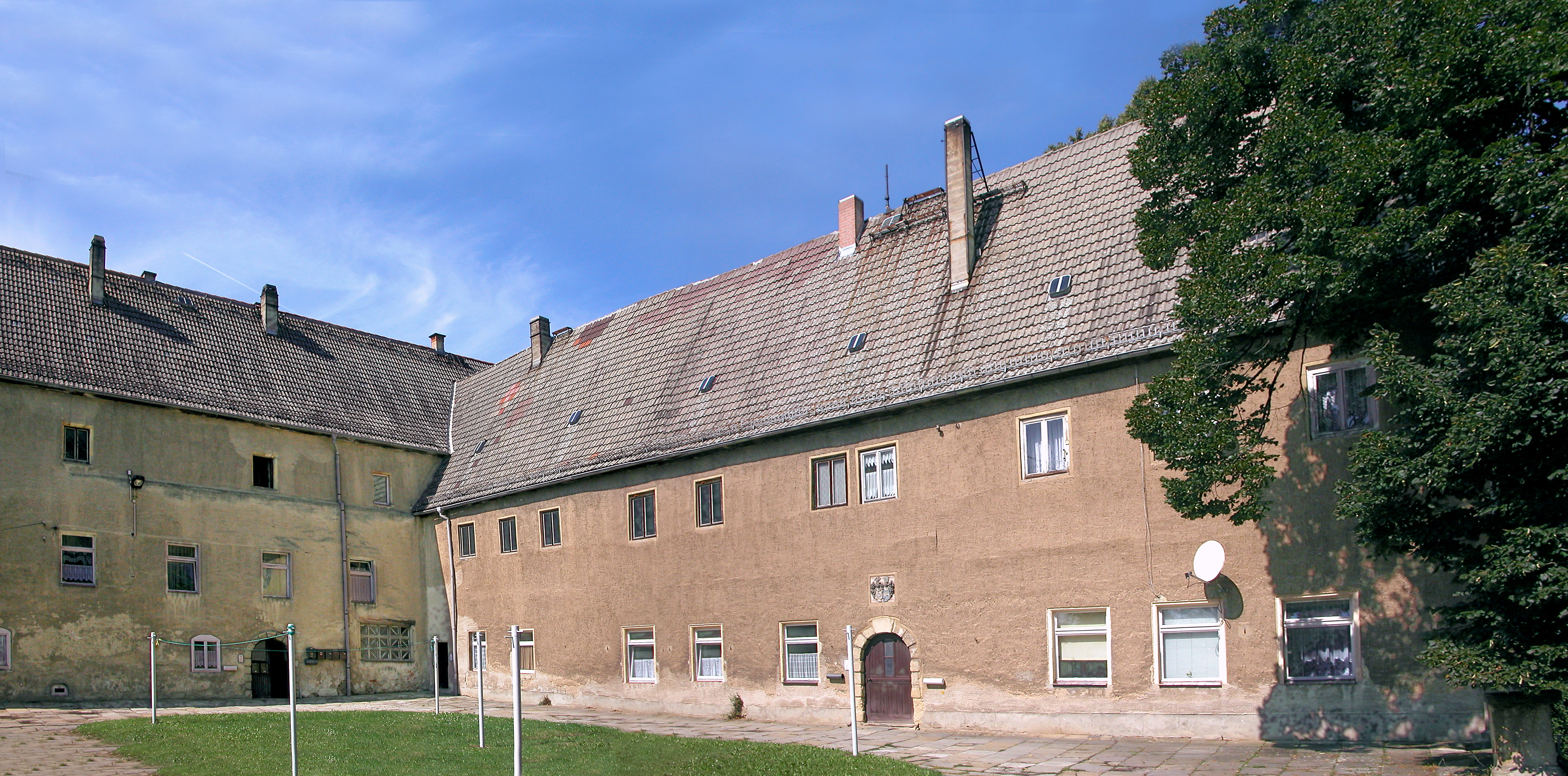
Herrenhaus im Rittergut

Im Oberdorf befindet sich das ausgedehnte ehemalige Rittergut. Es wurde 1457 erstmals als Ritterhof erwähnt. Seine Erbauer waren die Herren von Miltitz, deren Stammhaus es ist und denen es bis ins 17. Jahrhundert hinein auch unterstand. Im Jahr 1551 taucht ein altschriftsässiges Rittergut auf, dessen Herren die Erb- und Obergerichtsbarkeit ausübten. Spätere Besitzer waren die Herren von Luckowien (Luckawen) bis 1710 und im Anschluss daran das Adelsgeschlecht Heynitz, darunter in der zweiten Hälfte des 18. Jahrhunderts Carl Wilhelm Benno von Heynitz. Durch zahlreiche An- und Umbauten blieb nur wenig von der ursprünglichen Anlage übrig, darunter das östliche Wohngebäude, ein Wappenstein und zwei gequaderte Rundbogenportale.

### Jahnbad
Im Triebischtal, neben der ehemaligen Grundschule, liegt das Jahnbad. Der Miltitzer Arbeiterturnverein richtete es 1933 ein. Im Jahr 1993 erfolgte eine umfassende Rekonstruktion. Solarenergie beheizt das Wasser der beiden Schwimmbecken, das aus dem Kalkwerk kommt. Um das Bad herum liegen ein Campingplatz sowie Sportanlagen, darunter Tennisplätze.

### Furkert-Bartsch-Mühle

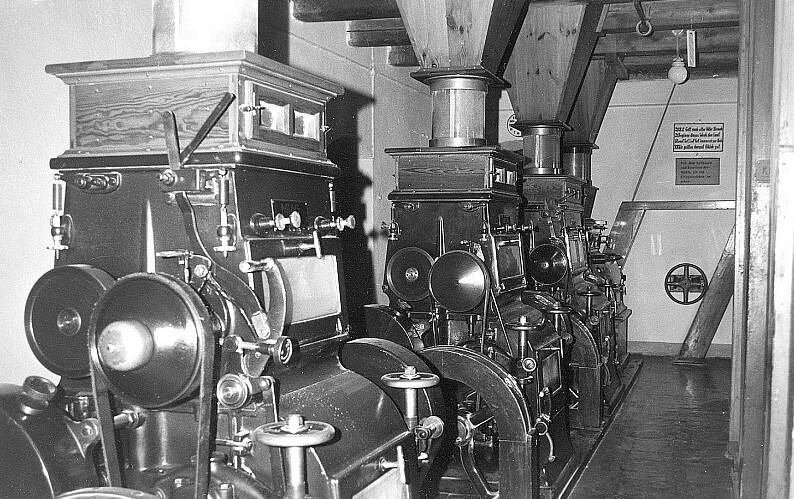
Inneres der Furkert-Bartsch-Mühle, 1982

Seit mindestens 1792 existiert an der Triebisch die Furkert-Bartsch-Mühle. Diese Jahreszahl ist dem Türschlussstein des alten zweiseitigen Mühlengehöfts mit seinem Fachwerkobergeschoss zu entnehmen. Bis 1852 gehörte die Mühle zum Miltitzer Rittergut. Das heutige Gebäude entstand 1890 und erhielt als Ausstattung 1922 eine Francis-Turbine und Transmissionsantriebe. Die Technik aus den 1920er und 1930er Jahren blieb erhalten. Noch heute arbeitet die Mühle mit Wasserkraft.

## Vereine
Die Sportgemeinschaft Miltitz ist der örtliche Sportverein. Gegründet wurde sie 1948 mit den beiden Sektionen Tischtennis und Kegeln. Vier Jahre später erfolgte ihr Anschluss an eine örtliche LPG, was den neuen Namen BSG Traktor Miltitz/Taubenheim zur Folge hatte. Nächster Trägerbetrieb war ab 1955 das örtliche Kalkwerk, folglich hieß die BSG dann Aufbau Miltitz. Wenige Monate später folgte der Trägerbetrieb VEB Pappenwerk Munzig. Von 1955 bis 1989 trat die BSG unter dem Namen Rotation Miltitz an, danach benannte sie sich wieder in SG Miltitz um. Neben den beiden Gründungsabteilungen sind im Verein heute unter anderem Volleyball, Fußball und Basketball vertreten.

## Persönlichkeiten
- Johannes Röntsch (1872–nicht ermittelt), Jurist